# John V. McClusky
Pour les articles homonymes, voir McClusky.
John V. McClusky est un astronome américain.
C'est un prolifique découvreur d'astéroïdes. D'après le Centre des planètes mineures, il en a découvert 157 (numérotés) entre 1998 et 2005.

## Astéroïdes nommés découverts
| (13389) Stacey         | 10 janvier 1999  |
| (27267) Wiberg         | 28 décembre 1999 |
| (47044) Mcpainter      | 16 novembre 1998 |
| (114094) Irvpatterson  | 6 novembre 2002  |
| (114096) Haroldbier    | 8 novembre 2002  |
| (126444) Wylie         | 7 février 2002   |
| (126445) Prestonreeves | 7 février 2002   |